# Nichols Bridgeway

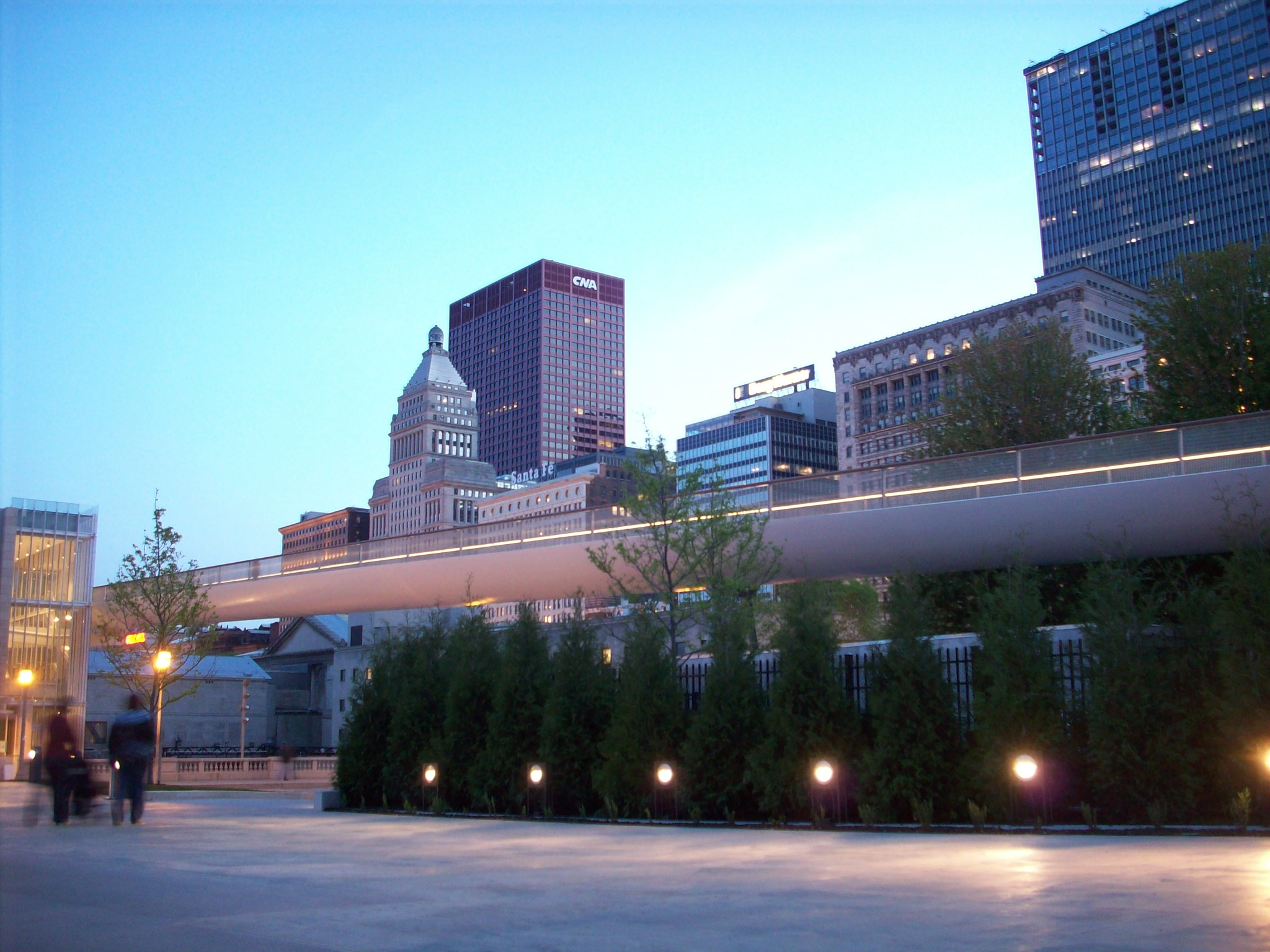
Nichols Bridgeway, 2009

Der Nichols Bridgeway ist eine Fußgängerbrücke in Chicago. Die Brücke beginnt im Millennium Park, überkreuzt die Monroe Street und endet im dritten Stock des West Pavillons des Art Institute of Chicago. Die Brücke wurde am 16. Mai 2009 eröffnet.

## Geschichte

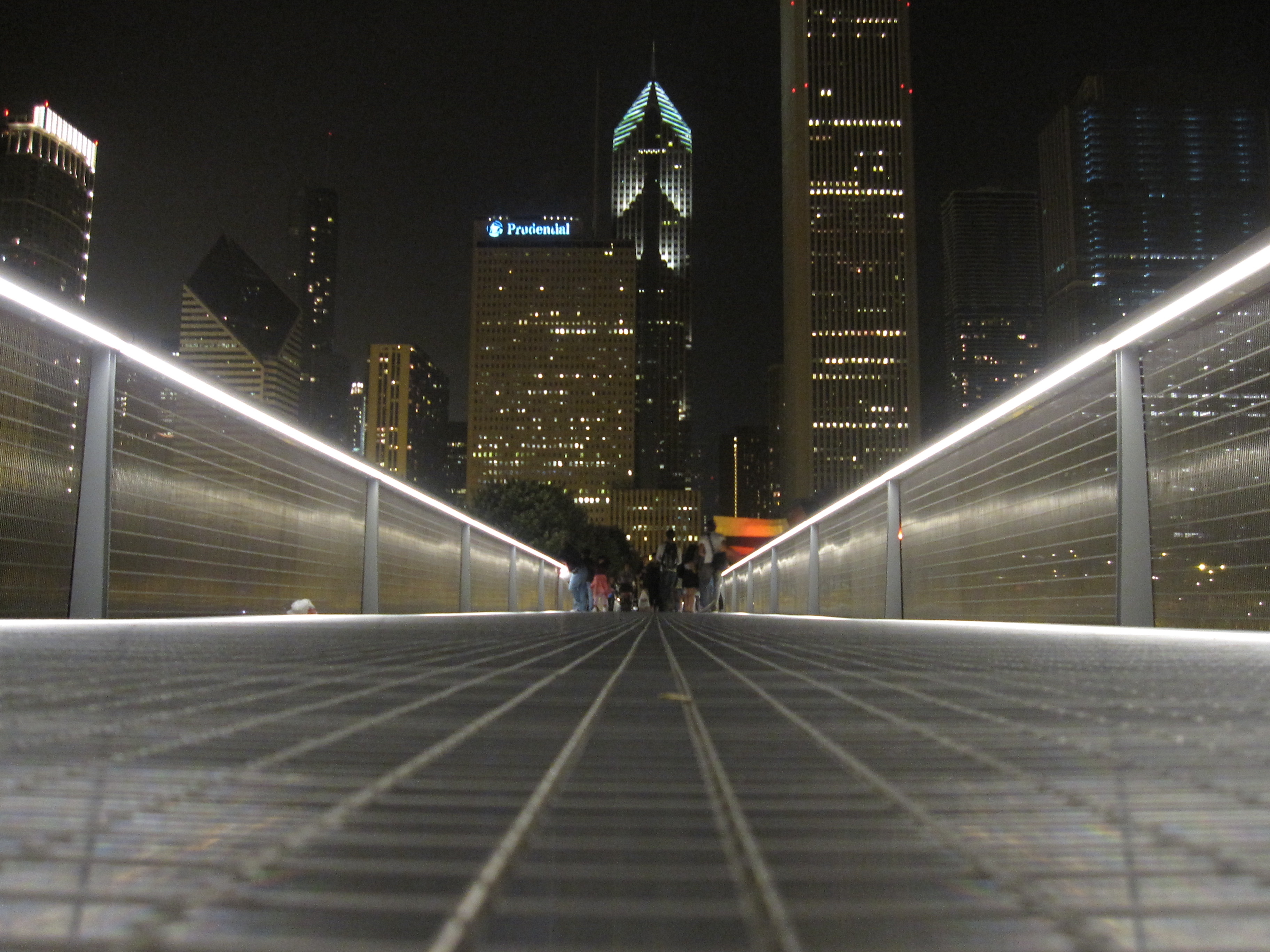
Nichols Bridgeway bei Nacht, 2009

Die Brücke wurde von Renzo Piano, dem Architekten des West Pavillons, designt. Sie ist etwa 620 Meter lang und 15 Meter breit. Die Unterkonstruktion der Brücker besteht aus weißem, angestrichenem Stahl, der Boden aus rutschfesten, beheizten Aluminiumplanken.
Die Brücke ist nach Alexandra und John Nichols benannt, bekannten Sponsoren des Museums. Das Design der Brücke war beeinflusst von dem Form eines Schiffsrumpfs.

## Konstruktion
Die Nichols Bridgeway war Teil des Masterplans des Art Institutes of Chicago. Die Errichtung begann im September  2007 und endete am 8. April 2009. Die offizielle Eröffnung war am 16. Mai 2009. Im Juni 2009 vergab die Structural Engineers Association of Illinois (SEAOI) einen Preis für Excellence in Engineering.
In der romantischen Komödie Für immer Liebe liefen die Hauptdarsteller vom Art Institute of Chicago die Nichols Bridgeway zum Millennium Park herunter, wo sie sich unter der Cloud Gate küssten.